# Константиновка (Тайиншинський район)
Константи́новка (каз. Константинов) — село у складі Тайиншинського району Північноказахстанської області Казахстану. Входить до складу Абайського сільського округу.
Населення — 209 осіб (2021; 330 у 2009, 420 у 1999, 489 у 1989).
Національний склад станом на 1989 рік:
- поляки — 75 %.